# Heracleum anisactis
Heracleum anisactis är en flockblommig växtart som beskrevs av Pierre Edmond Boissier och Rudolph Friedrich Hohenacker. Heracleum anisactis ingår i släktet lokor, och familjen flockblommiga växter. Inga underarter finns listade i Catalogue of Life.